# Lac des Évettes
Le lac des Évettes est un lac situé en France sur la commune de Bonneval-sur-Arc dans le département de la Savoie en région Auvergne-Rhône-Alpes. Le nom vient du terme en francoprovençal savoyard « éve » (du latin agua) qui signifie « eau ».

## Présentation
Il s'agit d'un lac alpin localisé dans les Alpes grées, sur le Plan des Évettes, à quelques kilomètres de la frontière avec l'Italie, à une altitude de 2 539 m.
C'est un lac d'origine glaciaire qui s'est formé entre 1939 et 1949, à la suite de la fonte du glacier qui le recouvrait et qui s'est aujourd'hui retiré à presque un kilomètre de ses rives.
Sa surface est d'un peu plus de 3 hectares.
Accès : 4 h 30 de marche aller-retour à partir du hameau de l'Écot, à 3,5 km après Bonneval-sur-Arc au fond de la vallée de la Maurienne (dénivelé de 600 mètres).

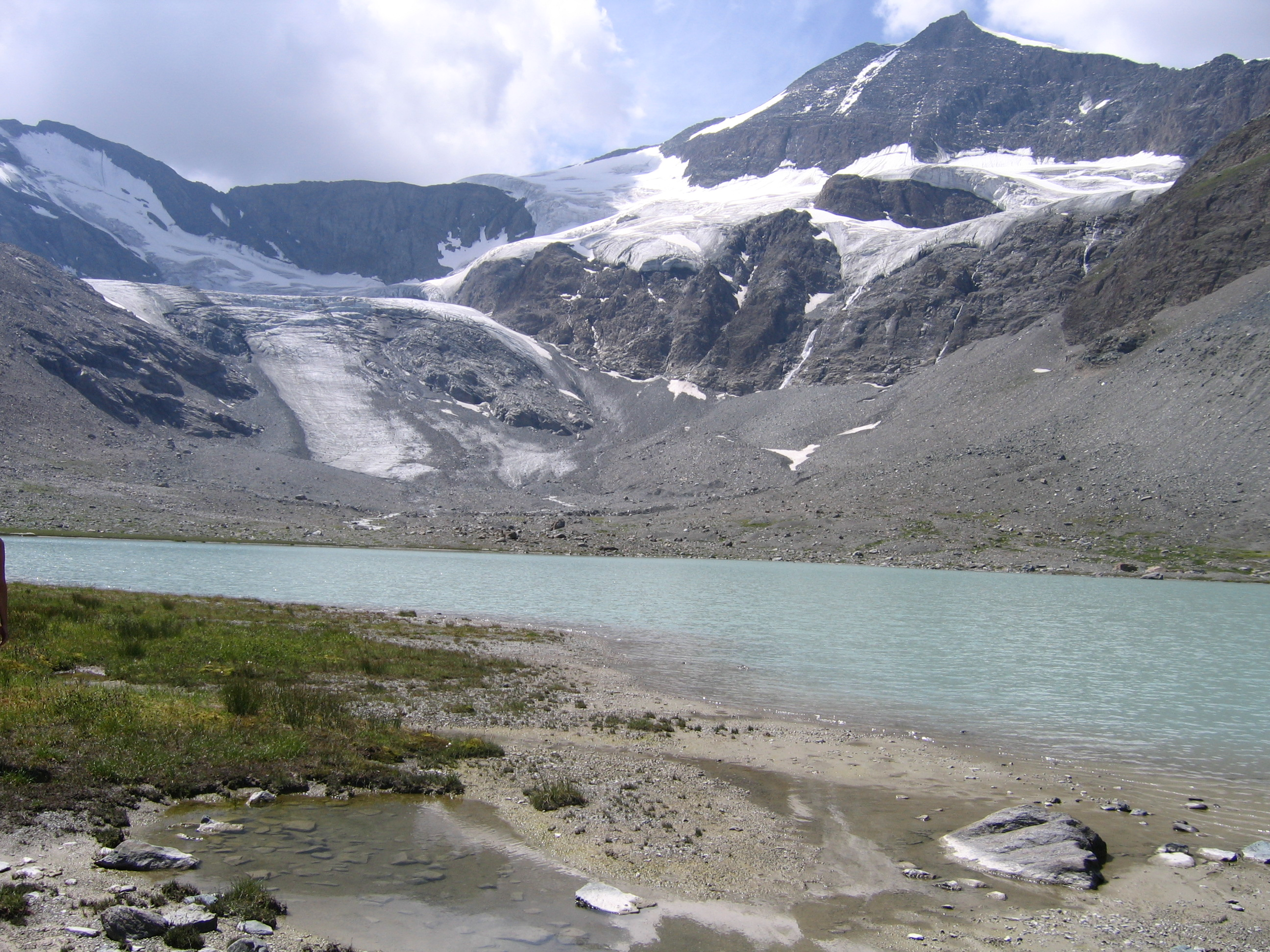
Le lac des Évettes au premier plan, son glacier en arrière-plan et l'Albaron en haut à droite, en été.